# Саудакент
Саудакент (каз. Саудакент, с 1931 по 1993 года — Байкадам) — аул в Сарысуском районе Жамбылской области Казахстана. Административный центр Байкадамского сельского округа. Находится примерно в 25 км к северо-востоку от города Жанатас, административного центра района, на высоте 324 метров над уровнем моря. Код КАТО — 316033100.

## Население
В 1999 году численность населения аула составляла 5864 человек (2871 мужчина и 2993 женщины). По данным переписи 2009 года, в ауле проживало 5313 человек (2618 мужчин и 2695 женщин).

## История
В советское время в ауле действовали колхозы имени Молотова и «Уюм» Сары-Суского района, которые в 1957 году объединилась совхоз «Байкадамский». В колхозе имени Молотова трудился Герой Социалистического Труда Абитай Сланов и в колхозе «Уюм» — Абильда Уздембаев.

## Известные уроженцы и уроженцы
- Балтабай Адамбаев (1919—1990) — казахский поэт
- Ускенбай Аяпов (1929—1983) — учёный
- Асанали Ашимов — актёр, режиссёр, продюсер
- Баримбек Бейсенов (1923—1997) — юрист.
- Акмолда, Дулыга Досмухамбетович — актёр